# Franz Xaver von Weber (Politiker, 1766)
Joseph Franz Xaver von Weber (auch Wäber; * 21. Juli 1766 in Messina; † 15. September 1843 in Schwyz) war ein Schweizer Politiker.

## Leben
Weber war Sohn des Militärs Franz Dominik von Weber und stammte aus der alten Schwyzer Landleutefamilie Weber. Er absolvierte von 1781 bis 1884 die Gymnasialstudien am Kloster Bellelay. Er wurde zum Advokat ausgebildet und übernahm von 1788 bis 1795 das Amt des Landessäckelmeisters, von 1791 bis 1794 Neunerrichter in Schwyz sowie von 1792 bis 1794 Landvogt im Gaster. Anschliessend war er von 1794 bis 1798 Ratsherr in Arth, und dabei 1796 eidgenössischer Repräsentant in Basel, bevor er 1798 Kriegsrat in Arth sowie Oberst des Regiments Einsiedeln wurde.
Weber tat es seinem Schwager Dominik Alois von Weber nicht gleich, sondern übernahm auch in der Helvetischen Republik Ämter. So war er in den Jahren 1798 und 1799 helvetischer Grossrat. Nach Ende der Helvetischen Republik war er von 1805 bis 1807 Landesstatthalter, anschliessend von 1807 bis 1809, von 1813 bis 1818, nochmals von 1820 bis 1822 und von 1832 bis 1833 Schwyzer Landammann. In dieser Zeit war er daneben von 1807 bis 1824 Tagsatzungsgesandter. Im Jahr 1818 wurde er ausserdem Pannerherr. 13. Oktober 1833 musste er mit der neuen Verfassung seine Ämter niederlegen.
Weber wurde mit Diplom vom 30. Dezember 1825 von König Karl X. von Frankreich zum Ritter der Ehrenlegion ernannt.
Der Politiker, Arzt und Chronist des Goldauer Bergsturzes Karl Zay war sein Schwager und der Politiker Karl von Zay sein Neffe.